# Arthrosphaera marginella
Arthrosphaera marginella är en mångfotingart som beskrevs av Filippo Silvestri 1897. Arthrosphaera marginella ingår i släktet Arthrosphaera och familjen Sphaerotheriidae. Inga underarter finns listade i Catalogue of Life.